# Ruprecht Niclas Kitzkatz
Ruprecht Niclas Kitzkatz (getauft 15. Juli 1587 in Eger; † nach 1632)
Geboren wurde er in Eger als Sohn des Advokaten und Notarius publicus, Dr. jur. Jonas Kitzkatz in Eger.
Er war von 1616 bis ca. 1633 Stempelschneider und Medailleur an der Münzstätte Dresden.
Kitzkatz arbeitete unter anderem für Kurfürst Johann Georg I. von Sachsen. So schuf er eine Medaille, die Johann Georg I. seinen Räten schenkte (1617) sowie einen großen Taler und mehrere Medaillen, die den Kurfürsten zu Pferde zeigen (1624/1626). Weitere Medaillen fertigte Kitzkatz beispielsweise zum Jubiläum der Augsburger Konfession mit Herzog Johann Casimir von Sachsen-Gotha (1630) und anlässlich des Todes von Gustav II. Adolf (1632). Er verwendete mitunter das Monogramm „RNK“ oder ein kleines rundes e in den Schriftzügen.
Kitzkatz verheiratete sich in Eger am 7. Februar 1610 mit  Sabina, Tochter des Leonhard Streit († vor 1610), fürstl. brandenburgischer Richter in Thierstein und später Bürger in Eger.